# イフラヴァ・トロリーバス
イフラヴァ・トロリーバス（チェコ語: Trolejbusová doprava v Jihlavě）は、チェコの都市・イフラヴァ市内に路線網を有するトロリーバス。2023年現在は路線バスと共にイフラヴァ市交通会社（Dopravní podnik města Jihlavy a.s.）によって運営されている。

## 歴史
イフラヴァ市内には、かつて1909年に開通した路面電車（イフラヴァ市電）が存在した。だが、路面電車は1930年代以降更新が行われなかった他、第二次世界大戦により大きな被害を受けた。そこで、路面電車に代わりトロリーバスを導入する事が決定し、路面電車が廃止された1948年の12月19日からトロリーバスの営業運転が始まった。
路線の延伸は1950年から始まり、1960年代にはモータリーゼーションの影響で一時的に停滞したこともあったが、1970年代以降は順次新規路線の拡張が実施された。ただしその一方で道路の整備や歩行者専用道の設置に伴う一部区間の廃止も行われている。2023年時点における最新の路線は同年1月31日に開通したベドジホフ（Bedřichov）からパーヴォフ（Pávově）の工業地帯へ向かう路線で、全長5.7 kmはチェコ共和国成立以降最長のトロリーバスの電化延伸区間となっている。また、これに合わせて前年の2022年から暫定的な運用が行われていたG号線・H号線が本格的な営業運転を始めている。

## 運用

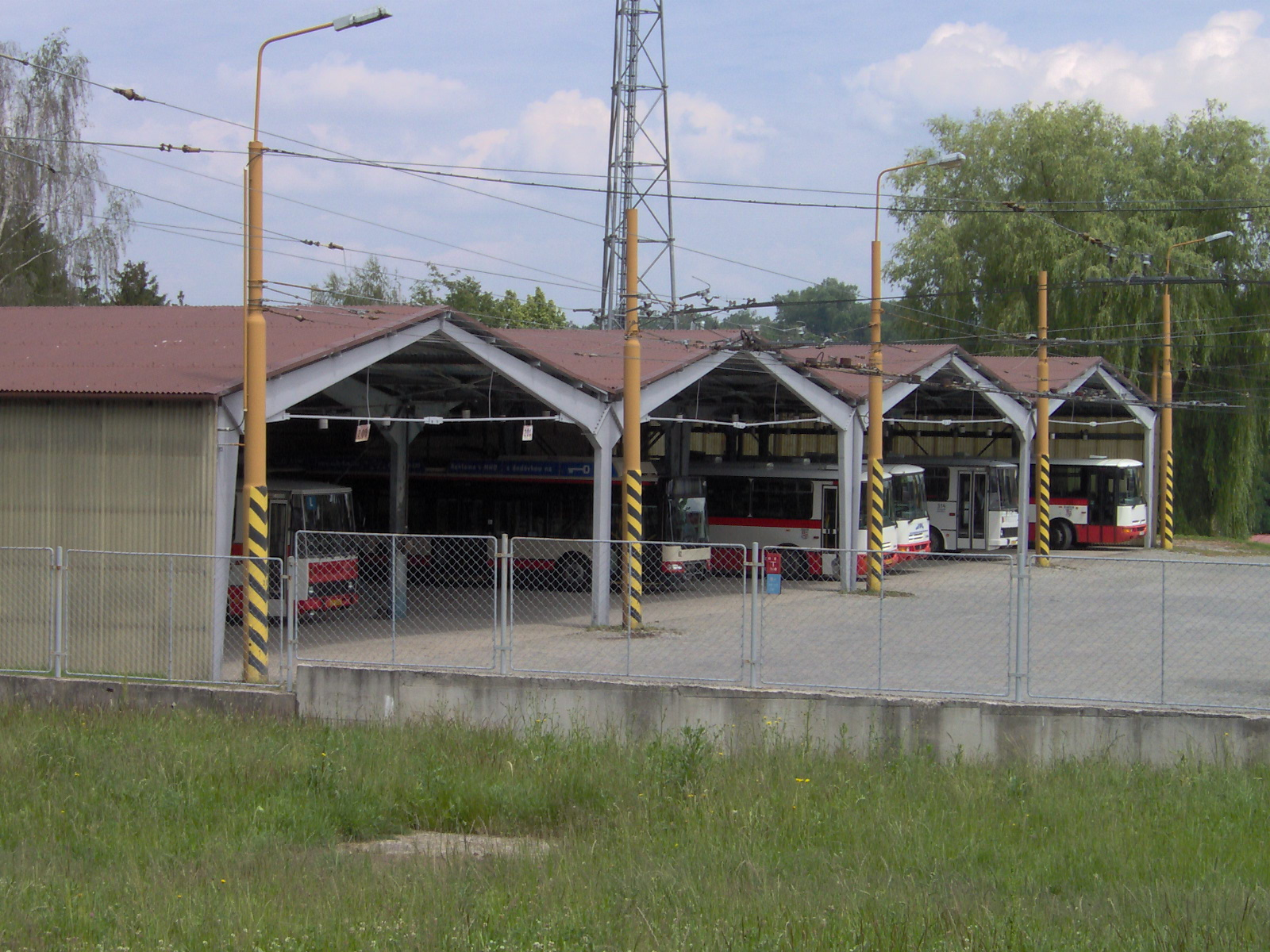
トロリーバスの車庫（2008年撮影）

2023年現在、イフラヴァ市内には深夜系統を含めて以下の系統が存在する。運賃は路線バスと共通で、4つのバス停間で利用可能な乗車券は14コルナ、それ以上の乗車が可能なものは22コルナで販売される他、30分（22コルナ）、1時間（26コルナ）、1日（66コルナ）の間自由に乗降可能な乗車券も展開されている。また非接触式ICカードの「イフラヴァ・カード（Jihlavská karta）」の展開も行われており、利用時には運賃が割引される。
| 系統番号 | 経路                                              | 備考                                           |
| -------- | ------------------------------------------------- | ---------------------------------------------- |
| A        | Dopravní podnik - Hlavní nádraží ČD               |                                                |
| B        | Hlavní nádraží ČD - Březinova - Na Dolech         |                                                |
| C        | Horní Kosov - Březinova - Kaufland                |                                                |
| D        | Hlavní nádraží ČD - Poliklinika - Dopravní podnik |                                                |
| E        | Motorpal hala - Masarykovo náměstí horní          |                                                |
| F        | Dopravní podnik - Poliklinika - Hlavní nádraží ČD |                                                |
| G        | Horní Kosov - Masarykovo náměstí - Antonínův Důl  |                                                |
| H        | BOSCH Pávov - Poliklinika - BOSCH Pávov           | 環状系統                                       |
| N        | Hlavní nádraží ČD - Hlavní nádraží ČD             | 深夜バス ラケット式環状系統 2021年時点で運休中 |

## 車両

### 現有車両
2020年12月31日現在、イフラヴァ市内のトロリーバスで運行しているのは以下の車両である。一部車両は非電化区間でも走行可能なように充電池を搭載している。
| 形式                    | 形式                    | 両数 | 備考              |
| ----------------------- | ----------------------- | ---- | ----------------- |
| シュコダ24Tr イリスバス | シュコダ24Tr イリスバス | 6両  |                   |
| シュコダ26Tr ソラリス   | シュコダ26Tr ソラリス   | 23両 |                   |
| シュコダ32Tr SOR        | シュコダ32Tr SOR        | 10両 | 7両は充電池を搭載 |

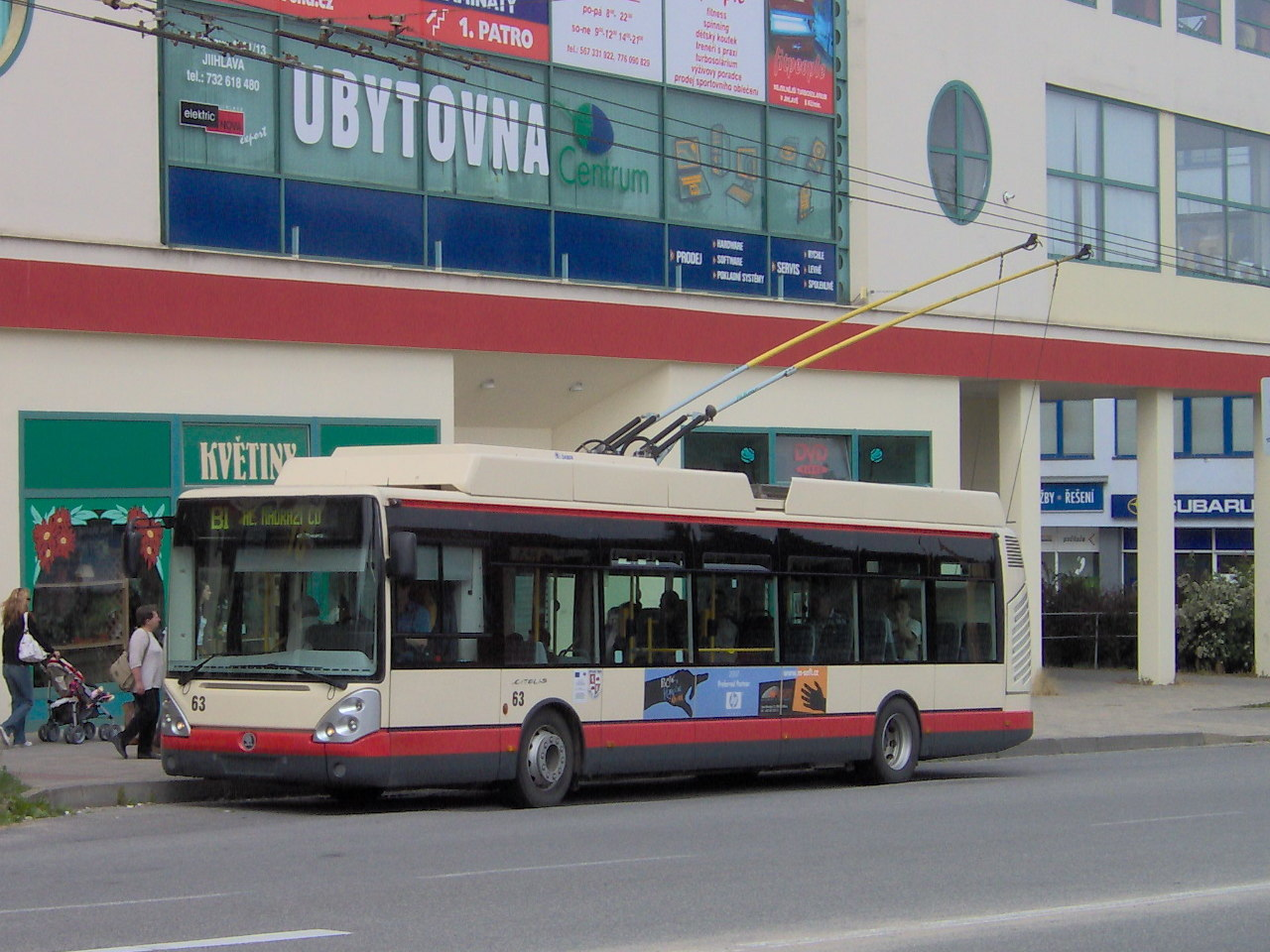
シュコダ24Tr イリスバス（2008年撮影）
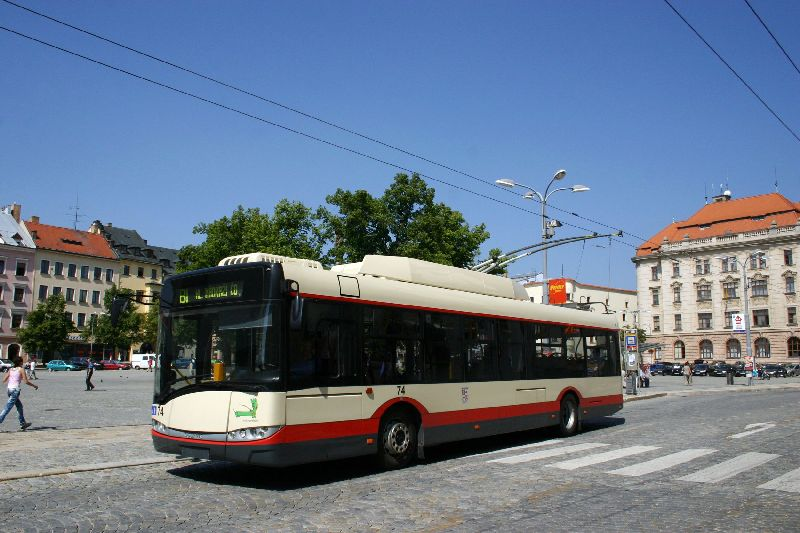
シュコダ26Tr ソラリス（2010年撮影）
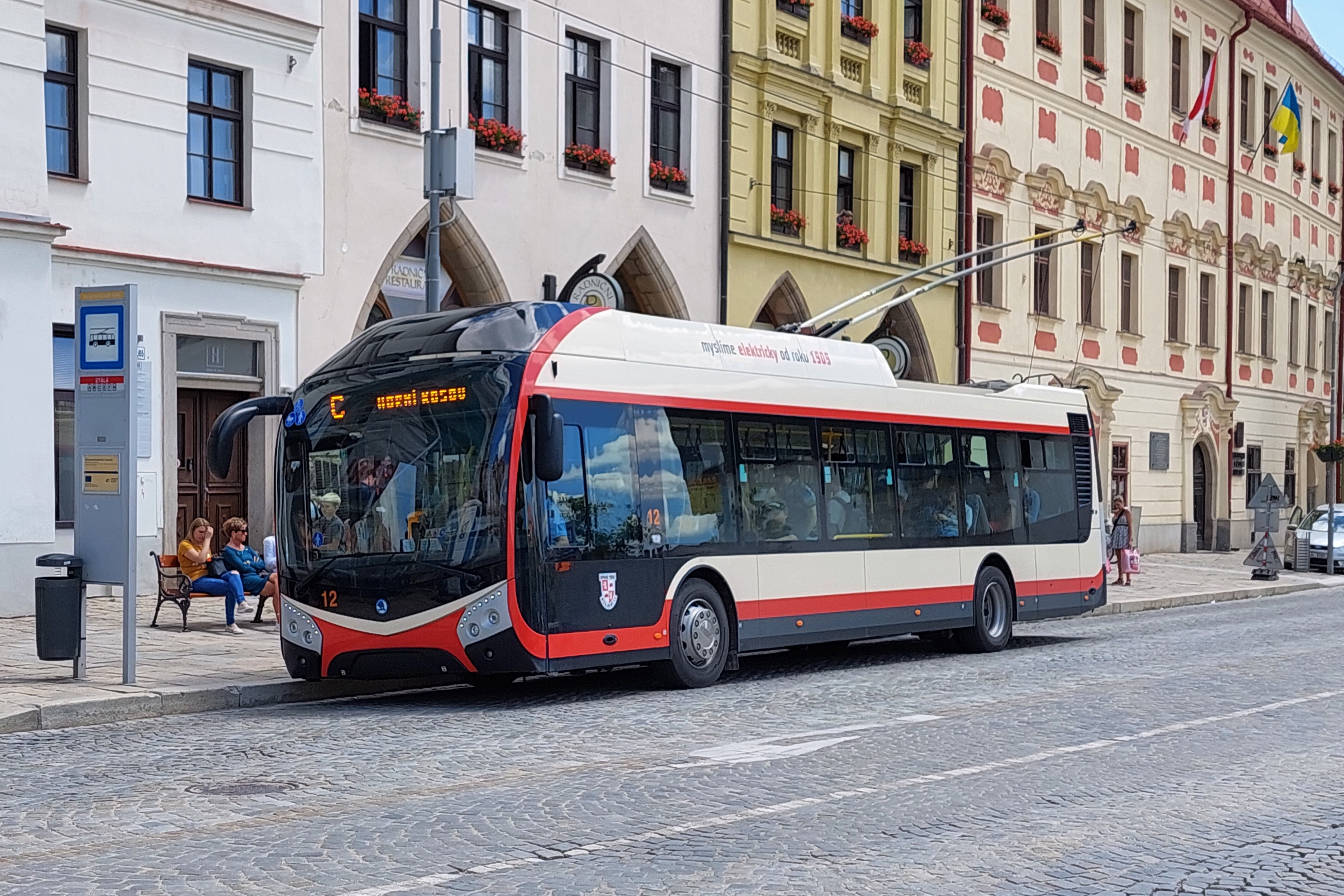
シュコダ32Tr SOR（2022年撮影）

### 導入予定の車両
2023年9月、イフラヴァ市交通会社は12両の新型トロリーバス車両の導入に関する入札を実施する旨を発表した。導入予定両数は12両で、そのうち6両については今後の路線バス系統のトロリーバスへの転換を考慮し充電池を搭載する事になっている。

### 過去の車両
- ヴェトラ-ČKD - 開通時に導入[5]
- シュコダ7Tr[5]
- シュコダ8Tr[5]
- シュコダ9Tr[5]
- シュコダ14Tr[5]
- シュコダ21Tr - 2011年から2016年にかけてブルノ（ブルノ・トロリーバス）へ譲渡[5]

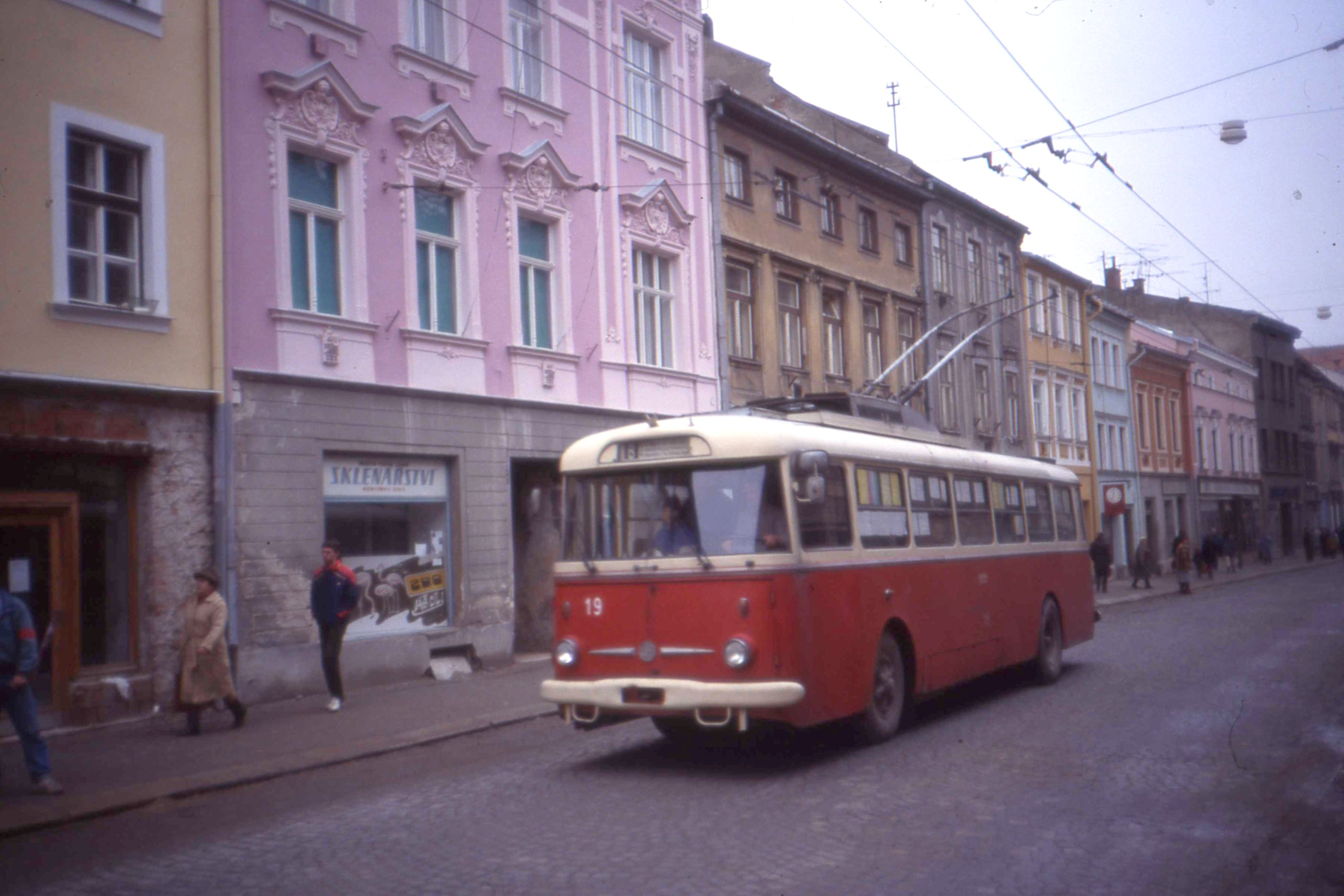
シュコダ9Tr（1992年撮影）
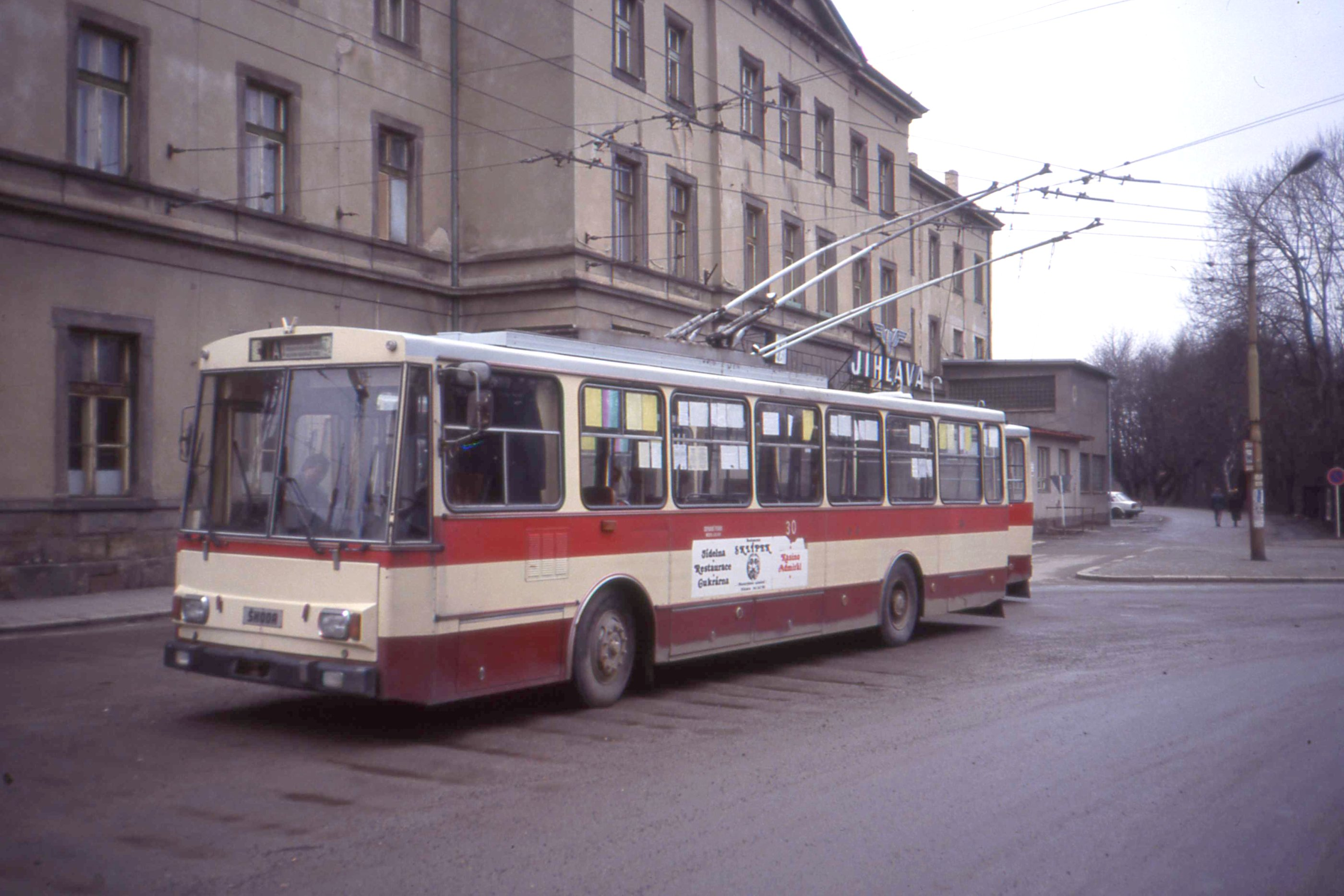
シュコダ14Tr（1992年撮影）
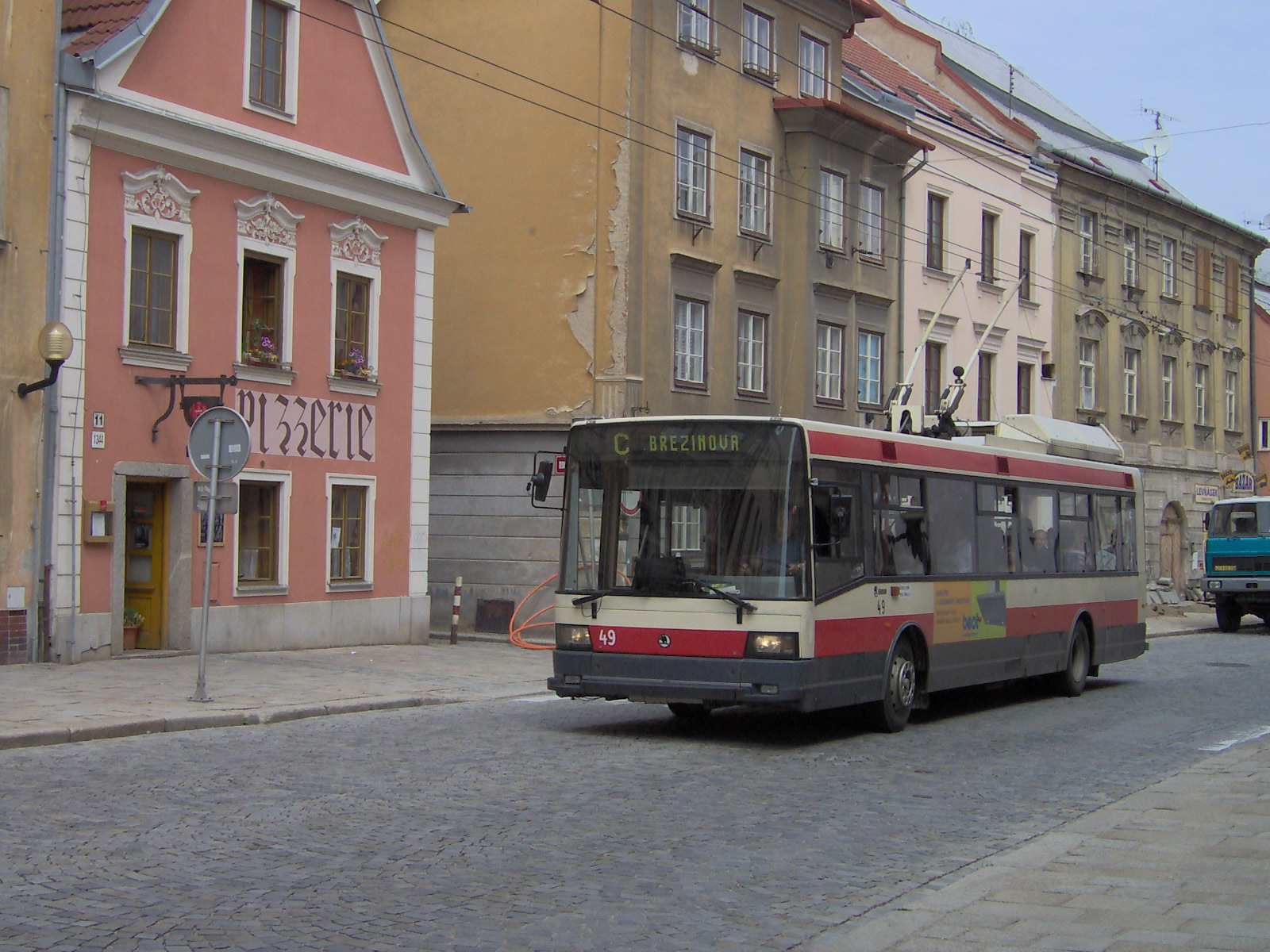
シュコダ21Tr（2008年撮影）

## 参考資料
- Dopravní podnik města Jihlavy a.s. (2021年). VÝROČNÍ ZPRÁVA ZA ROK 2020 (PDF) (Report). 2021年12月20日閲覧。